# (78536) Shrbený
(78536) Shrbený, désignation internationale (78536) Shrbeny, est un astéroïde de la ceinture principale.

## Description
(78536) Shrbeny est un astéroïde de la ceinture principale. Il fut découvert le 7 septembre 2002 à l'observatoire d'Ondřejov par Petr Pravec et Peter Kušnirák. Il présente une orbite caractérisée par un demi-grand axe de 3,13 UA, une excentricité de 0,16 et une inclinaison de 6,7° par rapport à l'écliptique.

## Compléments